# Homotherium
Homotherium är ett utdött släkte i familjen kattdjur. De fanns i Nordamerika, Sydamerika, Eurasien och Afrika till senare pleistocen från uppskattningsvis 1,5 miljoner år sedan tills för 10 000 år sedan.
En av de mer kända fyndplatserna är en grotta i Texas som innehöll 33 skelett varav flera var fullständiga. I andra regioner har bara ett eller två fossil upptäckts på samma plats.
Arternas extremiteter var inte lika robusta som hos dagens lejon eller som hos släktet Smilodon. Dessutom var frambenen längre än bakbenen. De största arterna hade cirka 10 centimeter långa hörntänder. De flesta fynd är från områden som var kalla eller tempererade under pliocen och pleistocen och därför antas att släktets medlemmar hade ett levnadssätt liknande dagens sibiriska tiger.
I grottan i Texas hittades även tänder från cirka 70 unga mammutar. Enligt en teori kan de ha varit rovdjurets favoriserade föda. Andra forskare tror att mammutarna dödades av jättevargar. Deras fossil är likaså bevarade i grottan.
Varför arterna dog ut är inte klarlagt. Som en möjlig orsak utpekas förhistoriska människor som jagade kattdjurens föda för eget bruk.